# 20 kopiejek 1857 MW
20 kopiejek 1857 MW – moneta o wartości dwudziestu kopiejek, bita w mennicy w Warszawie na podstawie ukazu carskiego z 15 października 1841 r., unifikującego z dniem 1 stycznia 1842 r. systemy monetarne Królestwa Kongresowego i Imperium Rosyjskiego. Monetę bito, w srebrze, według rosyjskiego systemu wagowego – zołotnikowego, opartego na funcie rosyjskim. Była następczynią dwunominałowej dwudziestokopiejkówki bitej w latach 1842–1850.

## Awers
Na tej stronie umieszczono orła cesarstwa rosyjskiego – dwugłowy orzeł z trzema koronami, w prawej łapie trzyma miecz i berło, w lewej jabłko królewskie, na piersi tarcza herbowa ze Św. Jerzym na koniu powalającym smoka, wokół tarczy łańcuch z krzyżem Św. Andrzeja, na skrzydłach orła sześć tarcz z herbami – z lewej strony Kazania, Astrachania, Syberii, z prawej strony Królestwa Polskiego, Krymu i Wielkiego Księstwa Finlandii. Na dole, po obu stronach ogona orła, znajduje się znak mennicy w Warszawie – litery M.W., a dookoła otok z perełek.

## Rewers
Na tej stronie w wieńcach laurowym (z lewej) i dębowym (z prawej) przewiązanych wstążką u dołu, umieszczono pod koroną nominał „20", pod nim „КОПѢЕКЪ”, poniżej rok 1857, a dookoła otok z perełek.

## Opis
Monetę bito w mennicy w Warszawie, w srebrze próby 868, na krążku o średnicy 22,2 mm, masie 4,15 grama, z rantem skośnie ząbkowanym. Według sprawozdań mennicy w roku 1857 w obieg wypuszczono 87 460 monet. Stopień rzadkości monety to R5 – (26–120 egzemplarzy).
W numizmatyce rosyjskiej moneta zaliczana jest do kategorii monet cara Aleksandra II.
Moneta o tym samym nominale i takich samych rysunkach rewersu i awersu, poza Warszawą, była bita jeszcze w jednej mennicy:
| Nominał     | Lata      | Znak mennicy | Mennica    |
| ----------- | --------- | ------------ | ---------- |
| 20 kopiejek | 1852–1858 | С.П.Б.       | Petersburg |
| 20 kopiejek | 1857      | M.W.         | Warszawa   |